# María Xiao
María Xiao Yao (Calella, Spanje, 19 mei 1994) is een Spaanse/Portugese professioneel tafeltennisster. Zij speelt linkshandig met de shakehandgreep. Xiao is de achternaam van haar vader, Yao van haar moeder.
Zij nam namens Spanje deel aan de Olympische Zomerspelen 2020 en won daar geen medailles.

## Belangrijkste resultaten
- Brons in het dubbelspel op de Europese kampioenschappen tafeltennis 2022 met Adina Diaconu.